# Gai Visel·li Varró (edil curul)
Gai Visel·li Varró (en llatí Caius Visellius Varro) va ser un magistrat romà.
Era fill del jurista Gai Visel·li Var Aculeu, marit d'Hèlvia, la tia de Ciceró (per part de mare). Gai era, per tant cosí de Ciceró. El seu pare el va educar en el coneixement de les lleis.
Va servir com a tribú militar a Àsia l'any 79 aC. Quan Ciceró va ser desterrat el 58 aC va redactar una rogatio perquè tornés de l'exili, rogatio que va presentar el tribú de la plebs Tit Fadi Gal. Va ser també edil curul i va morir just després d'exercir aquest càrrec.